# Riksantikvarieämbetets Gotlandsundersökningar
Riksantikvarieämbetets Gotlandsundersökningar, vanligen förkortat RAGU, var en antikvarisk aktör som var verksam på Gotland under 1970- och 1980-talen. 
I början av 1970-talet upprättade Riksantikvarieämbetets Gotlandsundersökningar, kallat RAGU, ett fristående kontor på Gotland. Då börjande en arkeologisk verksamhet som pågick under 1970- och 80-talen. Det utfördes mindre, mellanstora till stora och komplexa arkeologiska undersökningar på landsbygden och i Visby innerstad. Det inrättades även ett parallellt ”skattfyndsprojekt” som åsyftade att försöka rädda och säkerställa de plundrade åkrarna på Gotland.
Ungefär 1 800 undersökningar utförde RAGU på Gotland under två decennier. Projekten byggde i många fall på arbetskraft som betalades med medel från AMS. Med denna extra arbetskraft kunde man undersöka större ytor. Efterarbetet innefattade bland annat att ta hand om fynd- och fältmaterial samt skriva vetenskapliga slutrapporter.  Fynd från utgrävningarna är av både oorganiskt material, som metall, keramik och glas, samt av organiskt material, som läder, trä och ben. RAGU lades ner 1998.
Under 1990 inlemmades delar av verksamheten i Riksantikvarieämbetets avdelning för arkeologiska undersökningar (UV). Delar av verksamheten överfördes senare till Länsmuseet på Gotland.